# 금산 나들목 (인천)
금산 나들목(Geumsan IC)은 인천광역시 중구 운북동에 설치된 인천국제공항고속도로의 3번 교차로이다. 2009년 1월 31일 예단포와 중산동을 잇는 도로인 자연대로가 개통하면서 그 해 2월에 개통하였다.

## 연혁
- 2009년 2월 : 자연대로 개통과 함께 나들목 개통

## 구조물 정보
- 위치: 인천광역시 중구 운북동

## 접속하는 도로
- 자연대로

## 인근 정보
- 영종도 구시가지
- 영종하늘도시
- 인천국제공항철도 영종역